# Zodariellum surprisum
Zodariellum surprisum là một loài nhện trong họ Zodariidae.
Loài này thuộc chi Zodariellum. Zodariellum surprisum được Andreeva & Tyschchenko miêu tả năm 1968.